# Trevor Horn
Trevor Charles Horn (Durham, Engeland, 15 juli 1949) is een vooraanstaande muziekproducent, songwriter en muzikant. Vooral als producent heeft Horn een grote staat van dienst. Zijn werk is bekroond met drie BRIT Awards en een Grammy Award. Ook als artiest boekte hij successen met de bands The Buggles, Yes en Art of Noise.

## Jeugd
Sinds zijn vroegste herinneringen is Trevor Horn al uiterst gefascineerd zowel door muziek als muziekapparatuur, geluidsdragers. Als muzikant is hij van huis uit bassist en gitarist. Later heeft hij ook toetsen leren spelen. In zijn schooltijd maakte hij deel uit van het jeugdorkest van zijn school. Zijn vader was bassist in een lokale jazzband, later verving Trevor Horn hem daar soms. Zelf trad Trevor op in pubs waarbij hij mensen vroeg om een willekeurig nummer van Bob Dylan te noemen, en hij zou het zingen. Hij ging vroegtijdig van school omdat zijn schoolresultaten achteruit gingen, mogelijk als gevolg van de grote gedrevenheid waarmee hij met muziek bezig kan zijn (later zouden studio-dagen van 16 uur of meer volkomen normaal voor hem zijn.). Direct na zijn schooltijd heeft hij eerst gedurende korte tijd een baan bij een bedrijf gehad. Daarna is hij voor de volle honderd procent overgegaan op een muzikale broodwinning. Gezien de leeftijdscategorie die uit voorgaande is af te leiden, zal hij dus op zijn achttiende, dus uiterlijk in 1967, zijn brood zijn gaan verdienen met muziek, m.a.w. het begin van zijn professionele muzikale carrière ligt hier reeds (en niet bij The Buggles, zoals nog vaak wordt beweerd). Over deze periode van de late jaren zestig is (nog) nagenoeg niets bekend.

## De jaren zeventig
Informatie over de eerste helft van de jaren zeventig is uiterst fragmentarisch. Zelfs als er iets bekend is over een bepaald gedeelte van die periode van zijn carrière, dan sluit dat zeer zeker niet uit dat er daarnaast meer activiteiten waren. Dit kenmerkt namelijk de perioden waarover wel inmiddels meer over bekend is. Duidelijk is in elk geval dat hij telkens zijn tijd verdeelt tussen het muzikantenbestaan en het werken met opname-apparatuur, kortom precies de fascinaties die hij van kindsbeen al had, ongeacht het succes. Hij kon zich het hoofd boven water houden met optredens in bands of sessies, maar het echte succes wilde maar niet komen.

### Canterbury Tales, 1971
In 1971 zat hij zes maanden lang als bassist/zanger bij een band die Canterbury Tales heette, die gebaseerd was in of bij Leicester. In de weekends haastten ze zich naar de ballrooms of andere poppodia in de regio. Wie het snelste busje bezat, bemachtigde als eerste een poppodium. Het kwam zelfs tot een tour in Noorwegen, maar daar streek de tourpromotor zodanig veel van het geld op, dat de berooide bandleden zelf maar hun weg naar Engeland moesten zien terug te vinden, met geleend geld van rijke ouders van Noorse meisjes die ze daar hadden ontmoet. Een van de bandleden wist zich Trevor Horn nog prima te herinneren als iemand die uitstekend overweg kan met zowel bas als toetsen, en een onderhoudend gesprekspartner met een groot gevoel voor humor. En dat hij in het bezit was van een meersporenrecorder. Daarmee nam hij thuis eigen muzieknummers op die hun tijd ver vooruit waren ("very advanced stuff for the time"). Nog voor het ooit van plaatopnames zou komen ging de groep uit elkaar. Twee van de leden van Canterbury Tales zouden later bekend worden met de groep Vanity Fare. Met een van hen heeft Trevor Horn nog een tijdje in Londen in de lounge-band van een duur hotel in Londen gespeeld. Wat er op kan wijzen dat Trevor Horn toen tijdelijk in Londen woonachtig is geweest.

### Drumbeat Studios
Grote platenstudio's gingen in 1972 of 1973 over tot de aanschaf van de eerste 8-sporenrecorders. Trevor Horn had een van de eerste in Engeland, zoals hij in een interview zei. 
Ongeveer in 1973, Horn had daar een studio opgezet met de naam Drumbeat Studios, samen met een partner genaamd Gary Osborne (niet geverifieerd of het hier om de songwriter Gary Osborne gaat of iemand anders met dezelfde naam). Drumbeat Studios zou uiteindelijk maar een leven van een half jaar beschoren zijn. Met zekerheid is te zeggen dat er nooit een plaat in opgenomen is geweest. Het idee was om er demo's voor anderen op te nemen, die konden dan gebruikt worden voor presentatie zoals het zich kandidaat stellen voor een songfestival, het benaderen van een platenmaatschappij, of het deponeren van songs bij een muziekuitgeverij. Platenmaatschappijen zoeken namelijk regelmatig door bestanden van muziekuitgeverijen, op zoek naar nummers voor hun artiesten. Op deze manier is trouwens later ook een vroeg Buggles-nummer in het repertoire van Dusty Springfield beland (zonder dat zij zich overigens ervan bewust was wie daar achter zat, zo bleek later). Naar eigen zeggen "arrangeerde" Trevor Horn de demo's. In feite is de klassieke betekenis van een arrangeur iemand die muziek bewerkt nog vóór het opnameproces. Horn deed dit tijdens de opnamefase en het is in zijn geval ook onvermijdelijk dat hij dan op de sound van de opname lette.

### Muzikantenbestaan

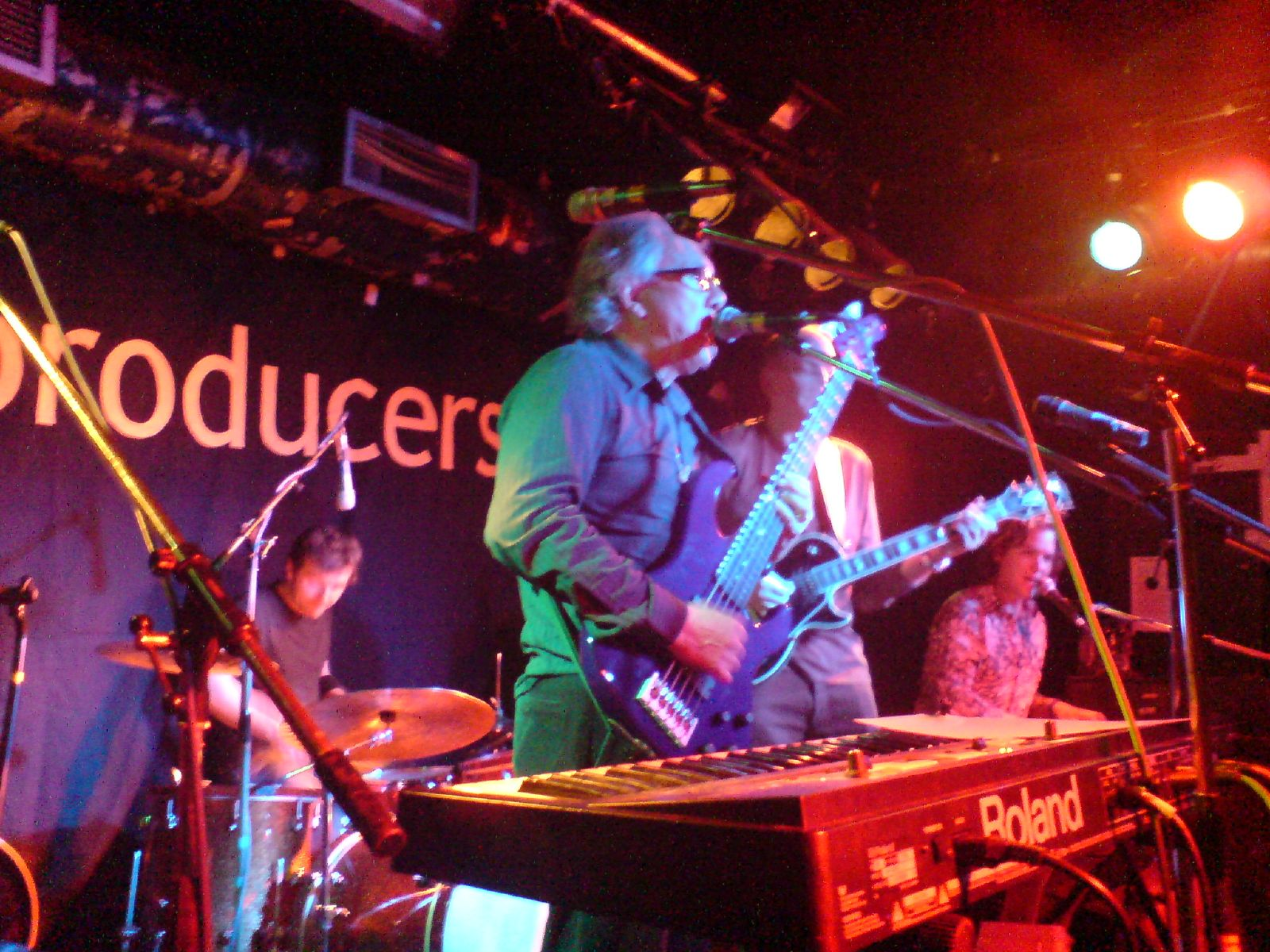
Trevor Horn in 2007

Op een nu niet meer bestaande website van het Mike Kemp Trio (een jazzcombo) staat een foto uit 1975 waarin hij, Mike Kemp en nog een derde persoon afgebeeld staan, met het onderschrift "Trevor Horn & the Hornets". Via zijn vader is Horn vertrouwd met de jazz, hij speelt zelf ook de grote staande bas. Waarschijnlijk gaat het hier om een jazzcombo. Trevor speelde ook weleens sessies voor plaatopnames, maar zonder dat zelfs bij fans bekend is wanneer en voor wie. Naar eigen zeggen was dat voor allerlei "dimestore records" wat zoveel betekent als platen die in de uitverkoop worden gedaan omdat ze geen succes geworden zijn.

### Tina Charles
In 1977 verhuisde Horn van Leicester naar Londen. Horn was in die tijd muzikaal directeur van de begeleidende band van Tina Charles, een wereldhits scorende discozangeres uit die tijd. De leden van die band waren Trevor Horn, Geoff Downes (de latere Buggles), Bruce Woolley (mede schrijver van Video Killed the Radio Star), Roger Odell en Keith Winter (later oprichters van Shakatak). Horn had enige tijd een relatie met Tina Charles, maar tot een huwelijk kwam het niet. Tina ging niet zo heel erg vaak op tournee, waardoor de leden van haar band aanzienlijk veel tijd overhielden voor andere activiteiten. In het geval van Horn werd die vrije tijd gevuld met muzikale bezigheden. Zo speelde Horn bas in de huis-bands van diverse uitgaansgelegenheden (ballrooms, clubs), en in deze tijd produceerde hij al platen, een activiteit die in het late gedeelte van de jaren zeventig bij hem steeds meer op de voorgrond is gaan treden.

### De eerste producties
De bij zijn fans vroegst bekende Trevor Horn-producties dateren uit 1977. Volgens Horn zelf echter was hij reeds vier jaar als producer actief voor Video Killed the Radio Star, of zei hij in het voorjaar van 1982 dat hij zes jaar in dat vak zat. Dit wijst op 1975 of 1976 als het begin van zijn carrière als producer. Het is dus niet uitgesloten dat er producties uit die tijd blijken te bestaan. De genres waarmee hij zich in die tijd bezighield zijn disco, rock, en popmuziek van een wat minder uitgesproken genre (soms met wat soul invloeden). Er zijn twee soorten platen waar hij mee te maken heeft: 1) platen die in de platenstudio door hem geproduceerd zijn, en 2) platen waar hij demo's voor heeft opgenomen of songs mede heeft geschreven, en waar hij op een deel ervan ook muzikant is, maar die uiteindelijk door een ander zijn geproduceerd. Deze laatste zijn ontstaan doordat hij, Bruce Woolley, Rod Thompson, Geoff Downes in diverse combinaties nummers schreven die bij muziekuitgeverijen werden gedeponeerd. Op platen waar Bruce Woolley en Rod Thompson tot de uitvoerende artiesten behoren (Boogatti, RB Zipper, Fallen Angel & the Tina Charles Band, Silver Spectre) speelt hij zelf ook mee.
In de jaren zeventig geproduceerd door Trevor Horn:
- Lips - Say Hello To My Girl (1977)
- Allan Stewart - Heaven Above (1977)
- John Howard - I Can Breathe Again (1977), in 2005 samen met 3 andere nummers uitgebracht op de cd Can You Hear Me OK
- Fallen Angel & the Tina Charles Band - Don't Come Back (1977)
- The Killers - Killer on the Dance Floor (1978) (onderdeel van gelijknamige musical, onbekend of daar meer van op plaat is verschenen, bij muziekuitgeverij Carlin Music staan een aantal nummers waar Trevor Horn mede songwriter van is die waarschijnlijk bij deze musical horen).
- Chromium - LP Star to Star met 3 daarvan getrokken singles (1978-79)
- Big A - Caribbean Air Control (later opnieuw uitgebracht onder de naam Chromium) (1978).
- Christopher Trevor & the Gnasher Bashers - Oscar and the Great Wooferoo (1979)
- Dan-I - Monkey Chop (alleen gemixt, niet geproduceerd) (1979)
- Jags - Back of My Hand (1979)
- Tina Charles - Love Me Now (B-kant van Makin' All the Right Moves) (1978)
- Gardner & Boult - Hollywood (1979)
- Gardner & Boult - Magic Eyes (1979)

2) Demo's opgenomen, dan wel songs geschreven, dan wel sessies:
- Dusty Springfield - Baby Blue (1979) (mede geschreven)
- Bruce Woolley & the Camera Club - Johnny (1979) (mede geschreven)
- Cherry Laine - Speed Freak Sam (1979) (demo gemaakt)
- Silver Spectre - Disco Invader (1979) (demo geproduceerd, Trevor Horn op basgitaar)
- Boogatti - Come Back Marianne (1977) (B-kant geschreven, demo gemaakt)
- RB Zipper - Come Back Marianne (1977) (demo gemaakt)
- RB Zipper - Cruisin' with the Fonz (1976) (mogelijk demo gemaakt)
- Mia Patterson - Dr. Bop (1979) (mogelijk demo gemaakt)
- The Raes - Don't Turn Around (1979) (mogelijk demo gemaakt)

Een groep die hij in een interview zegt geproduceerd te hebben, maar waar in credits niets van terug te vinden is, is de punkgroep The Unwanted (niet te verwarren met een hedendaagse band met die naam). Het is wel duidelijk dat er twee personen bij betrokken die in die tijd met hem werkten.
De muziekuitgeverij waar zijn meeste oude producties zijn ondergebracht heet "Everblue Music". Dit is een muziekuitgeverij die eigendom was of is van Alex Everitt, degene die de platen van Big A en Chromium met hem maakte. Tina Charles' plaatopnamen kennen met uitzondering van een enkel B-kantje geen inbreng van Horn. Maar er zijn twee video's van live nummers op YouTube te zien die een karakteristiek Trevor Horn geluid van die tijd laten horen.
De mentaliteit van het herinvesteren van opbrengsten in nóg iets beters is duidelijk een van Horn's eigenschappen. Zo is hij heden ten dage (onder andere) eigenaar van twee platenlabels (ZTT en Stiff Records), een aantal muziekuitgeverijen (waaronder Perfect Songs) en vier top-studio's (Sarm Studios). Het is dus zeer aannemelijk dat hij toentertijd ook al alles wat hij had investeerde in zijn producties. Maar telkens flopten ze.

## Werk als bandlid
Omdat Horn gefrustreerd raakte door de geflopte producties, ging hij het uiteindelijk zelf proberen als artiest. Samen met Geoff Downes vormde hij The Buggles. Dit leidde in 1979 tot de hit Video Killed the Radio Star. Het nummer kon worden opgenomen dankzij een ruim budget dat door Island Records beschikbaar werd gesteld. Horn stond op dat moment financieel op het punt van bankroet; het succes is dan ook geen moment te laat gekomen. Video Killed the Radio Star werd in 1981 als allereerste videoclip vertoond op muziekzender MTV.
Horn voegde zich in 1980 korte tijd bij de rockgroep Yes, maar vertrok in 1981 om fulltime producer te worden. Hij bleef echter ook als muzikant/bandlid actief. Hij bleef betrokken bij albums van Yes en hij richtte in 1983 Art of Noise op. In 2006 volgde The Producers, dat sinds 2015 optreedt onder de naam Trevor Horn Band. Sinds 2016 maakt naast Horn zelf alleen Lol Creme hier als vast lid deel van uit.

## Werk als producer
In 1982 dienden de eerste successen zich aan voor Horn als producent. Het Britse popduo Dollar scoorde een serie top 20-hits in eigen land met nummers van het album The Dollar Album, volledig door Horn geproduceerd. Ook schreef Horn mee aan diverse songs. Hij produceerde eveneens het succesvolle album The Lexicon of Love van de band ABC, dat in 1982 verscheen, met bekende hits als The Look Of Love en Poison Arrow'.
Nog grotere commerciële successen dienden zich aan in 1984. Voor de band Frankie Goes to Hollywood produceerde Horn grote hits als Relax, Two Tribes, The Power of Love en het debuutalbum Welcome to the Pleasuredome. Frankie Goes to Hollywood groeide uit tot de best verkopende band van 1984. Horn werd door Bob Geldof benaderd om de single Do They Know It's Christmas van Band Aid te produceren, maar hij was niet beschikbaar. Hij stelde wel zijn studio belangeloos beschikbaar. Midge Ure fungeerde als producer; Trevor Horn zou nog wel een 12-inch mix van het nummer maken.
Een lange reeks artiesten maakte sindsdien gebruik van Trevor Horn als producent. Succesvolle hits waren onder meer Slave To The Rhythm van Grace Jones, Belfast Child van Simple Minds, Left To My Own Devices van Pet Shop Boys, All The Things She Said van t.A.T.u, Can't Fight The Moonlight van LeAnn Rimes en Dr. Mabuse van Propaganda. Andere artiesten die Horn inschakelden zijn Cher, Tina Turner, Lisa Stansfield, Tom Jones, Paul McCartney, Eros Ramazzotti, Mike Oldfield, Malcolm McLaren, Marc Almond, Charlotte Church, Belle & Sebastian en de Britse bands Captain en Delays.
Horn drukte een grote stempel op de muzikale carrière van Seal. In de periode 1991-2003 produceerde Horn de eerste vier albums van Seal, die grote hits als Crazy, Future Love Paradise en Kiss From A Rose opleverden. In 2015 zat hij opnieuw aan de knoppen voor het album 7. Ook de Pet Shop Boys, die in 1988 van Horn gebruikmaakten als producent, gingen een tweede keer met hem in zee: in 2006 produceerde hij het album Fundamental.
In november 2004 vond in de Wembley Arena een concert plaats ten behoeve van een goed doel, waarbij het werk van Trevor Horn als muziekproducent centraal stond. Verschillende artiesten met wie Horn samenwerkte, treden op met nummers die Horn produceerde. Rond dezelfde tijd verscheen er een compilatie-album getiteld Produced by Trevor Horn.
Begin 2019 verscheen het album Trevor Horn reimagines: The Eighties, samen met The Sarm Orchestra. Het album bevat orkestrale bewerkingen van twaalf grote hits uit de jaren 80, met diverse gastvocalisten onder wie Robbie Williams, Seal, All Saints en Tony Hadley.
Horn is sinds 1979 ook als songwriter actief. Hij droeg onder meer bij aan het nummer Baby Blue van Dusty Springfield uit 1979, Owner of a Lonely Heart van Yes uit 1983, Buffalo Gals van Malcolm McLaren  en Slave to the Rhythm van Grace Jones uit 1985. Horn bezit een groot aandeel in het platenlabel ZTT Records en startte in 1982 een eigen maatschappij, Perfect Songs, gericht op het publiceren van muziek.

## Privé
Trevor Horn trouwde in 1980 met Jill Sinclair, met wie hij ook zakelijk samenwerkte. Zij fungeerde lange tijd als zijn manager. Samen hebben ze vier kinderen: Aaron, William (eerder bekend als Rebecca), Gabriella en Alexandra. Hun oudste zoon, Aaron, is ook als muzikant en producer actief. Als lid van de band Sam and the Womp (met ook Bloem de Ligny) scoorde hij in 2012 een Britse nummer-1-hit met Bom Bom. Hij is in de muziekwereld bekend als Audio Aaron.
In juni 2006 was Aaron thuis met een luchtgeweer aan het oefenen. Hij wist niet dat zijn moeder in de buurt was. Zij kreeg een kogel in haar nek en liep hierdoor onherstelbare hersenschade op. Ze lag jarenlang in coma en toen ze daaruit kwam, kon ze niet meer praten, lachen of bewegen. Ze overleed in maart 2014 op 61-jarige leeftijd aan de gevolgen van kanker.